# 幸せのノック
「幸せのノック」（原題:Let 'em In）は、1976年にポール・マッカートニー率いるウイングスが発表した楽曲、及び同曲を収録したシングル。ウイングスの5枚目のアルバム『スピード・オブ・サウンド』に収録されている。

## 解説
1975年9月から始まった、約1年に渡る「ウイングス・オーヴァー・ザ・ワールド・ツアー」の合間の1976年2月から3月にかけて、ロンドン・アビー・ロード・スタジオで行われたレコーディングセッションで録音された。
イントロで鳴るベルは、ポールの家の玄関ベルである。また、歌詞には何人かの人物が登場するが「アンクル・アーニー」以外は全て実在の人物である。以下登場順に
- シスター・スージー（Sister Suzie） - ウイングスの変名バンド、スージー・アンド・レッドストライプス(Suzy and the Red Stripes)のスージー、つまりポールの妻、リンダ・マッカートニーのこと。
- ブラザー・ジョン（Brother John） - ジョン・レノンを指すと一時誤解されたが、実際はリンダの兄、ジョン・イーストマンのこと。
- マーティン・ルーサー（Martin Luther） - アメリカ公民権運動の指導者、マーティン・ルーサー・キング牧師のこと。
- フィルとドン（Phil and Don） - エヴァリー・ブラザースとして知られる、ドン・エヴァリーとフィル・エヴァリーの兄弟のこと。後にポールは「ナイチンゲールの翼」を提供している。
- ブラザー・マイケル（Brother Michael） - マイク・マクギアとして知られるポールの弟、マイケル・マッカートニーのこと。
- アンティー・ジン（Auntie Gin）  - ポールの父方の叔母、ジンのこと。
- アンクル・アーニー（Uncle Ernie） - ロック・オペラ『トミー』の登場人物で、ロンドン交響楽団によるオーケストラ版でリンゴ・スターが演じた、主人公トミーの叔父アーニーのこと。
- アンクル・イアン（Uncle Ian） - ポールの叔母ジンの息子、イアンのこと。

6月28日にアメリカでアルバム『スピード・オブ・サウンド』からのセカンド・シングルとしてリリースされると、ビルボード誌では発売翌週の1976年7月4日に第59位で初登場、7週目の8月14日から4週間に渡って週間ランキング最高位第3位を獲得した。1976年年間ランキングでは第59位。キャッシュボック誌では、8月28日付けで第1位を獲得し、年間ランキング23位を記録した。イギリスのチャートでは2位を記録した。
「心のラヴ・ソング」と共に、ウイングス絶頂期の曲と言え、ライヴではよく演奏された、またソロになってからもポールは時折この曲を取り上げている。コンピレーション・アルバムでは『グレイテスト・ヒッツ』『オール・ザ・ベスト』『ウイングスパン』に収録されている。
B面収録の「愛の証し」は、1975年10月に行われたアルバム用の最初のセッションで録音されたロック・ナンバーである。
なお、フランスでは12"シングル（スペシャル・ディスコ・ミックス）が限定発売されたが、実際はA・B面ともに7"シングルとの違いは無かった。

## 収録曲
| #         | タイトル                     | 作詞・作曲                                    | 時間  |
| --------- | ---------------------------- | --------------------------------------------- | ----- |
| 1.        | 「幸せのノック」(Let 'em In) | ポール・マッカートニー リンダ・マッカートニー | 5:08  |
| 2.        | 「愛の証し」(Beware My Love) | ポール・マッカートニー リンダ・マッカートニー | 6:05  |
| 合計時間: | 合計時間:                    | 合計時間:                                     | 11:13 |

## 演奏者

### ウイングス
- ポール・マッカートニー - リード・ボーカル (#1、2)、バッキング・ボーカル、ピアノ (#1)、ベースギター (#2)
- リンダ・マッカートニー -  バッキング・ボーカル (#1、2)、キーボード (#1)、リード・ボーカル (#2)
- デニー・レイン - バッキング・ボーカル (#1、2)、ミリタリードラム (#1)、アコースティック・ギター (#2)
- ジミー・マカロック - ベースギター (#1)、アコースティック・ギター、エレクトリック・ギター (#2)
- ジョー・イングリッシュ - ドラムス

### ゲスト
- ハウイー・ケイシー - フルート、サクソフォーン (#1)
- タデウス・リチャード - フルート、サクソフォーン (#1)
- スティーブ・ハワード - フルート、トランペット (#1)
- トニー・ドーシー - フルート、トロンボーン (#1)

## カヴァー
- 西城秀樹：1976年11月3日の日本武道館での第2回コンサート「ヒデキ・イン・武道館」にてカバー。その模様は『HIDEKI LIVE'76』に収録されている。また、1978年2月14日の日比谷公会堂でのバレンタイン・コンサート・スペシャル「西城秀樹 愛を歌う」でも披露。『バレンタインコンサート・スペシャル/西城秀樹 愛を歌う』に収録されている。